# Marcos Rojo
Faustino Marcos Alberto Rojo (sinh ngày 24 tháng 3 năm 1990) là một cầu thủ bóng đá người Argentina hiện đang thi đấu ở vị trí trung vệ hoặc hậu vệ trái, và đồng thời là đội trưởng của câu lạc bộ Argentina Boca Juniors.
Anh bắt đầu sự nghiệp chơi bóng tại câu lạc bộ địa phương Estudiantes de La Plata. Tại đây, anh giành được 1 Copa Libertadores vào năm 2009, chơi trong trận Chung kết FIFA Club World Cup vào cuối năm đó và giành chức vô địch giải Primera của Argentina vào năm 2010. Sau một thời gian ngắn với Spartak Moscow, anh gia nhập Sporting CP vào năm 2012 trước khi chuyển đến Manchester United với giá 16 triệu  £ hai năm sau đó. Anh đã giành được 4 danh hiệu với câu lạc bộ nước Anh, bao gồm Cúp FA 2015–16; Siêu cúp Anh, Cúp EFL và UEFA Europa League vào mùa 2016–17.
Rojo lần đầu khoác áo đội tuyển quốc gia Argentina vào năm 2011 và kể từ đó anh đã có hơn 60 lần khoác áo đội tuyển. Anh là thành viên của Argentina tham dự World Cup 2014, Copa América 2015, 2016 và World Cup 2018.

## Sự nghiệp câu lạc bộ
Marcos Rojo sinh ra và lớn lên tại La Plata, Argentina. Anh gia nhập câu lạc bộ Estudiantes lúc lên 10 theo hình thức đào tạo tài năng trẻ. Năm 2009, Rojo đã được quảng bá rao bán cho nhiều câu lạc bộ. Trong suốt thời gian chơi cho Estudiantes, cầu thủ người Argentina này đã giành được Copa Libertadores.

### Spartak Moscow
Tháng 12 năm 2010, Rojo ký hợp đồng 5 năm với Spartak Moscow. Thời gian chơi bóng ở Nga là khoảng thời gian không thành công của tài năng sinh năm 1990.

### Sporting Lisbon
Kết thúc mùa giải 2011–12, Rojo chuyển đến câu lạc bộ Sporting CP.

### Manchester United
Từ ngày 20/8/2014, Marcos Rojo chính thức gia nhập Manchester United với mức phí chuyển nhượng khoảng 16.5 triệu bảng và trở thành tân binh thứ ba của Manchester United. Anh có thể thi đấu trung vệ lẫn hậu vệ trái. Chỉ sau vài vòng đấu đầu tiên của mình tại Ngoại hạng Anh, anh đã nhanh chóng hòa nhập và trở thành một trong những trụ cột của Quỷ đỏ.

### Boca Juniors
Ngày 2/2/2021, trang chủ của Man Utd đã chính thức thông báo Rojo quyết định rời khỏi đội chủ sân Old Trafford, quay về quê nhà thi đấu cho câu lạc bộ Boca Juniors. Mức phí chuyển nhượng của thương vụ này không được tiết lộ. Sau khi tạm biệt nửa đỏ thành Manchester, anh cũng thay đổi luôn số áo đấu, chuyển từ số 16 sang số 6.

## Sự nghiệp đội tuyển quốc gia
Ngày 9 tháng 3 năm 2011, Rojo được triệu tập lần đầu tiên vào đội tuyển quốc gia Argentina và có một trận đấu giao hữu với Bồ Đào Nha.
Năm 2014, anh được triệu tập vào đội tuyển quốc gia Argentina tham dự World Cup 2014 tại Brasil dưới thời của huấn luyện viên Alejandro Sabella. Cầu thủ này đã có một giải đấu khá thành công khi cùng Lionel Messi và các đồng đội giành vị trí á quân chung cuộc, và họ chỉ để thua trước đội tuyển Đức tại trận chung kết với tỉ số 1-0 nhờ pha lập công duy nhất của cầu thủ Mario Götze ở phút 113.
Năm 2018, Rojo lại tiếp tục được gọi vào đội tuyển quốc gia tham dự giải đấu World Cup 2018 trên đất Nga, lần này được dẫn dắt bởi huấn luyện viên Jorge Sampaoli. Tại kỳ World Cup lần này, anh chỉ có được một bàn thắng trong trận gặp Nigeria ở vòng bảng, và Argentina đã phải nói lời chia tay giải đấu sớm sau khi họ thua đội tuyển Pháp 4-3 ở vòng 16 đội.

## Đời sống cá nhân
Rojo đã kết hôn với Eugenia Lusardo, một người mẫu nội y. Họ có với nhau một cô con gái.
Rojo có một số hình xăm, trong đó có các từ tiếng Anh "Pride" (tự hào) và "Glory" (vinh quang) trên mỗi đùi.

## Thống kê sự nghiệp

### Câu lạc bộ
Tính đến ngày 17 tháng 1 năm 2020.
| Câu lạc bộ         | Mùa giải       | Giải vô địch           | Giải vô địch | Giải vô địch | Cúp quốc gia | Cúp quốc gia | Cúp liên đoàn | Cúp liên đoàn | Châu lục | Châu lục | Khác | Khác | Tổng cộng | Tổng cộng |
| Câu lạc bộ         | Mùa giải       | Hạng                   | Trận         | Bàn          | Trận         | Bàn          | Trận          | Bàn           | Trận     | Bàn      | Trận | Bàn  | Trận      | Bàn       |
| ------------------ | -------------- | ---------------------- | ------------ | ------------ | ------------ | ------------ | ------------- | ------------- | -------- | -------- | ---- | ---- | --------- | --------- |
| Estudiantes        | 2008–09        | Primera División       | 6            | 1            | 0            | 0            | —             | —             | 1        | 0        | —    | —    | 7         | 1         |
| Estudiantes        | 2009–10        | Primera División       | 18           | 0            | 0            | 0            | —             | —             | 6        | 0        | 1    | 0    | 25        | 0         |
| Estudiantes        | 2010–11        | Primera División       | 19           | 2            | 0            | 0            | —             | —             | 0        | 0        | 2    | 1    | 21        | 3         |
| Estudiantes        | Tổng cộng      | Tổng cộng              | 43           | 3            | 0            | 0            | —             | —             | 7        | 0        | 3    | 1    | 53        | 4         |
| Spartak Moscow     | 2010           | Russian Premier League | 0            | 0            | 2            | 1            | —             | —             | 5        | 0        | —    | —    | 7         | 1         |
| Spartak Moscow     | 2011–12        | Russian Premier League | 8            | 0            | 1            | 0            | —             | —             | 1        | 0        | —    | —    | 10        | 0         |
| Spartak Moscow     | Tổng cộng      | Tổng cộng              | 8            | 0            | 3            | 1            | —             | —             | 6        | 0        | —    | —    | 17        | 1         |
| Sporting CP        | 2012–13        | Primeira Liga          | 24           | 1            | 0            | 0            | 2             | 0             | 7        | 0        | —    | —    | 33        | 1         |
| Sporting CP        | 2013–14        | Primeira Liga          | 25           | 4            | 1            | 0            | 2             | 1             | —        | —        | —    | —    | 28        | 5         |
| Sporting CP        | Tổng cộng      | Tổng cộng              | 49           | 5            | 1            | 0            | 4             | 1             | 7        | 0        | —    | —    | 61        | 6         |
| Manchester United  | 2014–15        | Premier League         | 22           | 0            | 4            | 1            | 0             | 0             | —        | —        | —    | —    | 26        | 1         |
| Manchester United  | 2015–16        | Premier League         | 16           | 0            | 4            | 0            | 1             | 0             | 7        | 0        | —    | —    | 28        | 0         |
| Manchester United  | 2016–17        | Premier League         | 21           | 1            | 4            | 0            | 5             | 0             | 10       | 0        | 1    | 0    | 41        | 1         |
| Manchester United  | 2017–18        | Premier League         | 9            | 0            | 1            | 0            | 1             | 0             | 1        | 0        | 0    | 0    | 12        | 0         |
| Manchester United  | 2018–19        | Premier League         | 5            | 0            | 0            | 0            | 0             | 0             | 1        | 0        | —    | —    | 6         | 0         |
| Manchester United  | 2019–20        | Premier League         | 3            | 0            | 0            | 0            | 2             | 0             | 4        | 0        | —    | —    | 9         | 0         |
| Manchester United  | 2020–21        | Premier League         | 0            | 0            | 0            | 0            | 0             | 0             | —        | —        | —    | —    | 0         | 0         |
| Manchester United  | Tổng cộng      | Tổng cộng              | 76           | 1            | 13           | 1            | 9             | 0             | 23       | 0        | 1    | 0    | 122       | 2         |
| Estudiantes (mượn) | 2019–20        | Primera División       | 1            | 0            | 0            | 0            | 0             | 0             | —        | —        | —    | —    | 1         | 0         |
| Tổng sự nghiệp     | Tổng sự nghiệp | Tổng sự nghiệp         | 177          | 9            | 17           | 2            | 13            | 1             | 43       | 0        | 4    | 1    | 254       | 13        |

1. ↑  Argentina – Copa Argentina; Nga – Russian Cup; Bồ Đào Nha – Taça de Portugal; Anh – Cúp FA
2. ↑  Argentina – Copa de la Superliga; Bồ Đào Nha – Taça da Liga; Anh – Cúp EFL
3. ↑  Số trận ra sân tại Copa Libertadores
4. ↑  5 trận tại Copa Libertadores và 1 trận tại Copa Sudamericana
5. ↑  Ra sân tại FIFA Club World Cup
6. ↑  Số trận ra sân tại Recopa Sudamericana
7. 1 2 3 4 5  Số trận ra sân tại UEFA Europa League
8. ↑  4 trận tại UEFA Champions League và 3 tại UEFA Europa League
9. ↑  Ra sân tại Siêu cúp Anh
10. 1 2  Số trận ra sân tại UEFA Champions League

### Quốc tế

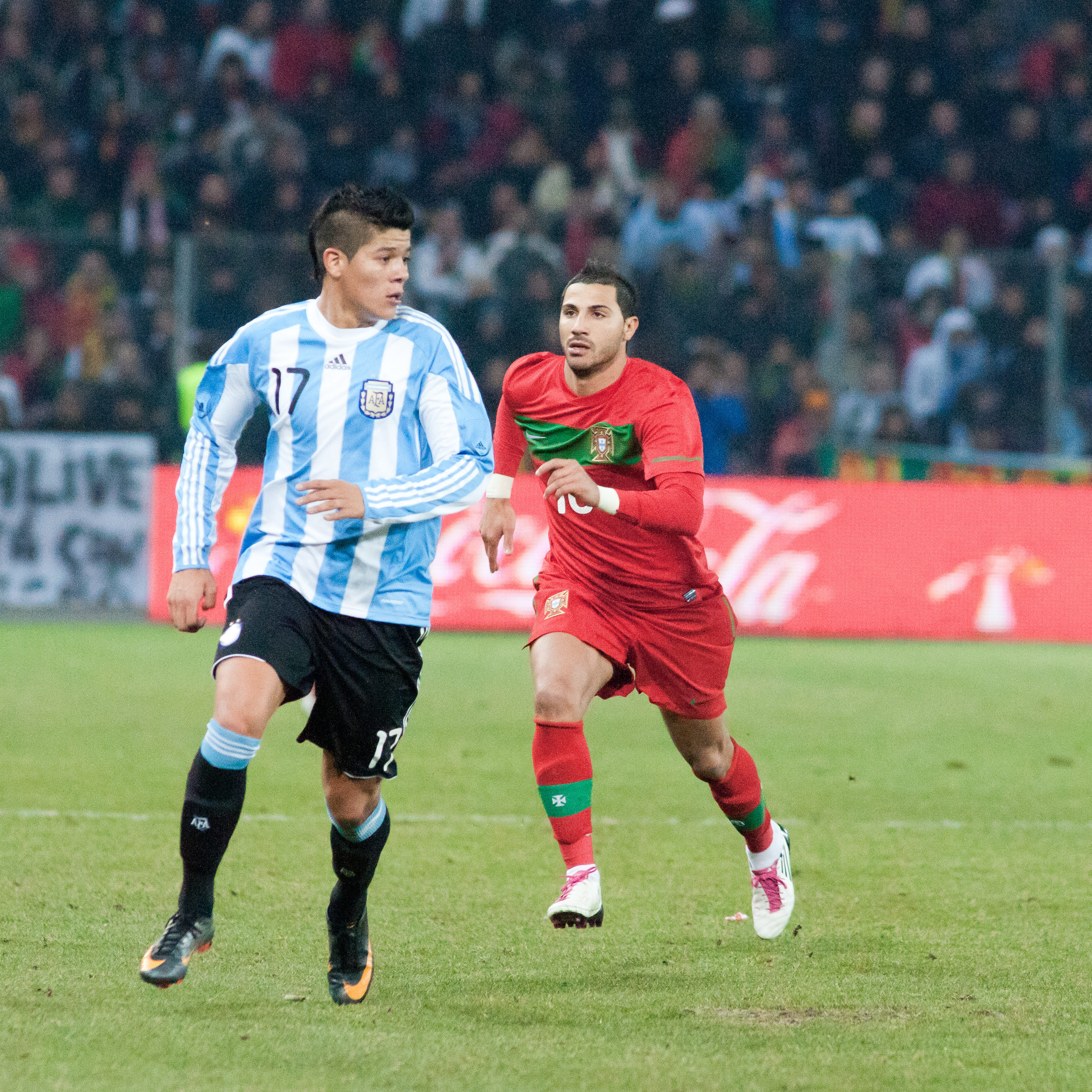
Rojo và Ricardo Quaresma trong một trận giao hữu vào tháng 1 năm 2011

Tính đến ngày 9 tháng 10 năm 2019.
| Argentina | Argentina | Argentina |
| Năm       | Trận      | Bàn       |
| --------- | --------- | --------- |
| 2011      | 9         | 0         |
| 2012      | 5         | 0         |
| 2013      | 5         | 0         |
| 2014      | 11        | 1         |
| 2015      | 11        | 1         |
| 2016      | 11        | 0         |
| 2017      | 2         | 0         |
| 2018      | 6         | 1         |
| 2019      | 1         | 0         |
| Tổng cộng | 61        | 3         |

### Bàn thắng quốc tế
Bàn thắng của đội tuyển Argentina được ghi trước.
| #  | Ngày                | Địa điểm                                             | Đối thủ  | Bàn thắng | Kết quả | Giải đấu          |
| -- | ------------------- | ---------------------------------------------------- | -------- | --------- | ------- | ----------------- |
| 1. | 25 tháng 6 năm 2014 | Sân vận động Beira-Rio, Porto Alegre, Brasil         | Nigeria  | 3–2       | 3–2     | World Cup 2014    |
| 2. | 30 tháng 6 năm 2015 | Sân vận động Thành phố Concepción, Concepción, Chile | Paraguay | 1–0       | 6–1     | Copa América 2015 |
| 3. | 26 tháng 6 năm 2018 | Sân vận động Krestovsky, Sankt-Peterburg, Nga        | Nigeria  | 2–1       | 2–1     | World Cup 2018    |